# 유노고정
유노고정(湯郷町)은 오카야마현 가쓰타군에 설치되었던 정이다. 현재의 미마사카시에 해당한다.